# 西プロイセン
西プロイセン（にしプロイセン、ヴェストプロイセン、ドイツ語: Westpreußen、ポーランド語: Prusy Zachodnie）は、王領プロイセン併合後の1773年から1824年と、1878年から1919年（もしくは1920年）までの間に存在したプロイセン王国の地名である。現在はポーランド領であり、いわゆる旧ドイツ東部領土の一部をなす。1918年のドイツの第一次世界大戦敗戦後、1920年2月に西プロイセンの中央部はいわゆるポーランド回廊および自由都市ダンツィヒとなり、一部はヴァイマル共和政ドイツに残り、新しくポーゼン＝西プロイセン州となり、一方は東プロイセンの西プロイセン県として編入された。西プロイセンはナチス・ドイツ時代の1939年から1945年の間の帝国大管区であるダンツィヒ＝西プロイセン帝国大管区に含まれ、第二次世界大戦後にポーランド領となった（回復領）。
西プロイセンは歴史上、13世紀から1945年にかけて一般的な地域名称として使われてきた。中世時代には主にスラブ系の人々が暮らしていた。ヴィスワ川西側のポメレリアに住んでいたポメラニア人や、クルムラントに住んでいたマゾヴィア人などである。しかし、古プロイセン人であるプルーセン（主にポメサニア人）も、ヴィスワ川の東とクルムラントの北に住んでいた。歴史的に移民が多い地域であり、文化的変遷とともに移民の種類も変わってきた。そのため、ドイツ人、カシューブ人 (Kashubians)、ポーランド人、ユグノー、メノナイトまたはスコットランド人など、様々な人種が混血するようになった。
現在では西プロイセンの領土のほとんどはポーランドのポモージェ県に位置しており、かつての西プロイセンの中心都市であったグダニスク（ドイツ語名ダンツィヒ）が現在のポモージェ県の首都である。

## 歴史
1454年から1466年に起こった十三年戦争の間、ポメレリアの都市連合と西プロイセン（プロイセン同盟）はドイツ騎士団に対抗し、ポーランドのカジミェシュ4世に支援を要請した。1466年の第二次トルンの和約で、ポメレリアと西プロイセンは王領プロイセンの領土として編入され、特にダンツィヒ(グダニスク)を初めとする西プロイセンの都市には特待的な権利を与えられるようになった。王領プロイセンは1569年にポーランド・リトアニア共和国の一部となり、先住民であるプロイセン人による自治を保っていた。一方で東プロイセンは、第一次トルンの和約でポーランドの属領になっていたが、ドイツ騎士団所有領に残されることになった。この地域は1525年にプロイセン公国の領土となり、1657年のブロンベルク条約でポーランドの宗主支配が取り払われた。
王領プロイセンの大部分は、1772年の第一次ポーランド分割でプロイセン王国に併合され、翌年、東プロイセン州の一部となったヴァルミアを除く、元王領プロイセン地域が西プロイセン州となった。プロイセン王フリードリヒ2世は新しい領土のインフラ整備を早急に進め、ポーランド式の行政や法体系はプロイセン式に改められ、教育の水準は向上した。1772年から1775年の間に750の学校が建てられ、西プロイセンではプロテスタントとローマ・カトリックの教師の両方が講義を行った。教師や行政官はドイツ語とポーランド語に堪能であることが推奨され、彼らは後継者にも同じようにポーランド語も話すよう指導した。その習慣はフリードリヒ3世がヴィルヘルム2世にポーランド語を学ばせないことを決めるまで、ホーエンツォレルン家によって続けられた。
フリードリヒ2世は新しくプロイセンの領土に入った市民たちを見下しており、ポーランドの貴族階級で政治支配者の多くが属するシュラフタに対しても軽蔑の感情しか持ち合わせず、彼は「ポーランドの政府はオスマン帝国を除けばヨーロッパで最悪だ」と書いている。フリードリヒ2世は西プロイセンを、当時英国植民地だったカナダと同じくらい野蛮であると書いており、ポーランド人をネイティブ・アメリカンのイロコイ族と同列にみなしている。弟のハインリヒに宛てた手紙には、この地域について「それは経済的にも政治的観点から見ても、とても素晴らしく、有利な獲得であった。ただ、皆を嫉妬させないために言うならば、私が何度かこの目で見たものは、ただ広がる砂、松の木、荒野、そしてユダヤ人であった。それにもかかわらず、済まさなければならない仕事は多い。秩序も計画性もなく、都市はお粗末な状態だからだ。」と書かれている。フリードリヒ2世はドイツ人入植者を招き入れて地域の再開発を促し、彼らがポーランド人にとって変わることを望んだ。多くのドイツ人公職者もポーランド人を軽蔑していた。
1793年の第二次ポーランド分割では、もはや独立する力を失っていたハンザ同盟都市ダンツィヒは、別のハンザ同盟都市トルンと共に、プロイセン王国の西プロイセン州に編入された。元々大ポーランド地方の一部で、1772年の分割で併合されネッツェ地区となった領地もこの時に西プロイセンに編入された。
1807年から1813年にかけてのナポレオン戦争中では、ナポレオンによって西プロイセンの南部がワルシャワ公国の構成地域とされたが、1815年にプロイセン王国によって回復され、ダンツィヒ県とマリエンヴェルダー県に行政管区を分けられた。1824年から1878年にかけて西プロイセンは東プロイセンと合併し、プロイセン州となったが、その後再び東西が分けられた。1871年のドイツ統一でドイツ帝国の一部となっている。
ドイツ敗戦後の1919年、ヴェルサイユ条約の締結後、西プロイセンの領土の大部分（ポーランド回廊）がポーランド第二共和国に与えられ、ダンツィヒは国際連盟管轄下の「自由都市」となった。西プロイセンの西側と東側のごくわずかな地域がヴァイマル共和制ドイツの領土として残り、西側は1922年にポーゼン＝西プロイセン州となり、東側は東プロイセン州西プロイセン県の一部となった。
ナチス・ドイツ政権下では、この地域はダンツィヒ＝西プロイセン帝国大管区に含まれた。第二次世界大戦の東部戦線で終盤の戦場となり、赤軍が侵攻した事で多くのプロイセンのドイツ人は西へ逃げた。1945年のポツダム協定によって地域の全てがポーランドに編入されることになり、この地域に残っていた大多数のドイツ人が西へ追放された。彼らの家を含む全ての財産は強奪され、彼らが去った地域にはポーランド人が移り住んだ。
多くのドイツ人市民がソ連のヴォルクタなどにあった強制収容所へ追放され、多数の死者や行方不明者を出したと報告されている。1949年にそれらの難民が、西プロイセン人の代表としてドイツ連邦共和国（西ドイツ）で非営利団体「Landsmannschaft Westpreußen」を設立している。

## 人口の変遷
|              | 住民数      | 外国人数 |
| ------------ | ----------- | -------- |
| 西プロイセン | 143万3681人 | 1976人   |

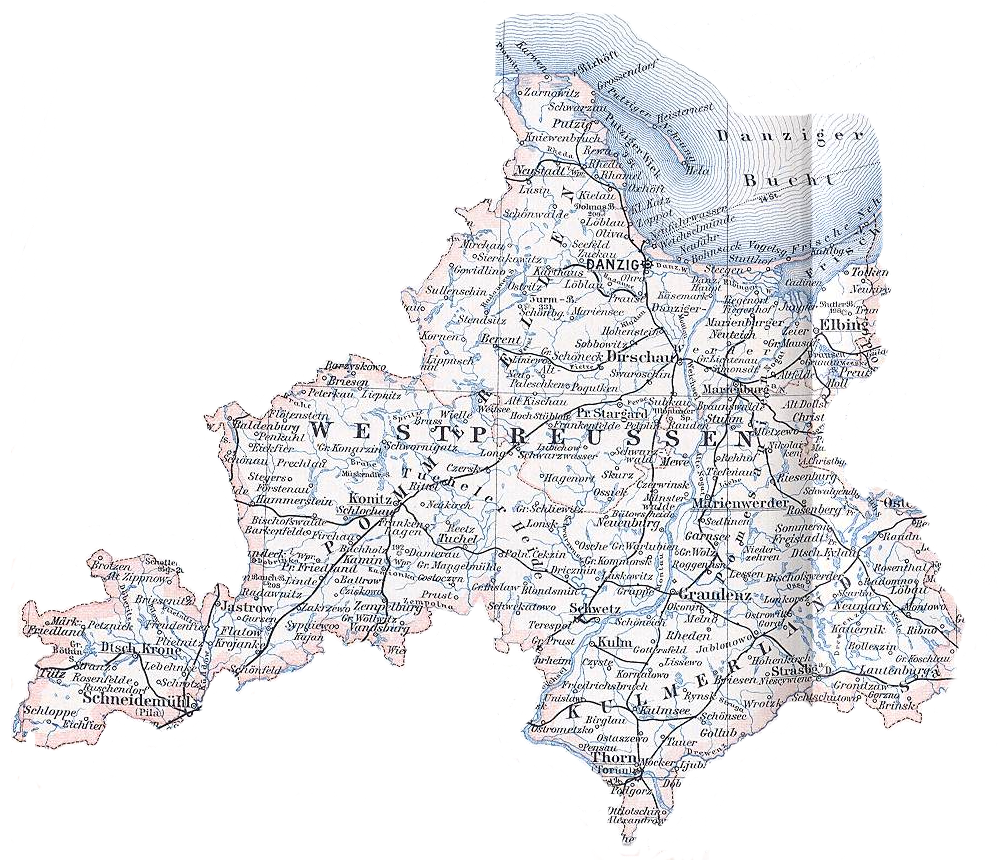
1896年の西プロイセンおよびダンツィヒ湾の地図

1910年の国勢調査に基づく西プロイセンの言語の分布と行政区分け
円グラフの説明:
ドイツ語
ポーランド語
カシューブ語
その他、もしくは多言語

1885年から1890年にかけては西プロイセンの人口は1%減少している。
- 1875年 - 134万3057人
- 1880年 - 140万5898人
- 1890年 - 143万3681人
  - カトリック教徒71万7532人、プロテスタント68万1195人、その他（ユダヤ教徒など）2万1750人
- 1900年 - 156万3658人
  - カトリック教徒80万0395人、プロテスタント73万0685人、その他（ユダヤ教徒など）1万8226人
- 1905年 - 164万1936人
  - 43万7916人のポーランド語話者と、9万9357人 カシューブ語話者を含む[6]。

19世紀後半から20世紀前半にかけての当時の情報源ではカシューブ人の人口は8万人から20万人と推定される。